# Ten Cent Beer Night
Die Ten Cent Beer Night war eine Marketingaktion im Rahmen des Major-League-Baseball-Spiels zwischen dem Gastgeber Cleveland Indians und den Texas Rangers am 4. Juni 1974. Das Spiel wurde vom Veranstalter mit der Ankündigung beworben, 12-Unzen-Becher Bier (etwa 350 ml) zum Preis von 10 Cent bei einer Höchstmenge von 6 Bechern pro Person zu verkaufen. Der reguläre Preis betrug 65 Cent. Zu Beginn des neunten Innings wurde der Platz von stark alkoholisierten Fans gestürmt, was zu gewalttätigen Krawallen und dem Abbruch des Spiels führte.

## Vorgeschichte
Beer Nights hatte es bei Baseballspielen schon seit einigen Jahren gegeben. Auch die Cleveland Indians hatten bereits 1971 mit dem Nickel Beer Day eine entsprechende Aktion durchgeführt, wobei es zu keinen größeren Problemen gekommen war. Es gab jedoch den Trend, immer spektakulärere Mengen und Niedrigpreise auszurufen. Dem Spiel im Juni 1974 war zudem ein öffentlich ausgetragener Streit zwischen den Verantwortlichen beider Vereine vorausgegangen. In der Begegnung eine Woche zuvor war es in Texas zu einer wüsten Schlägerei zwischen Spielern auf dem Platz gekommen, die Ersatzbank der Indians war in der Folge von Rangersfans mit Fast Food und Bierbechern beworfen worden. Der General Manager (GM) der Rangers, Billy Martin, war nach dem Spiel von Journalisten gefragt worden, ob er sich vor der anstehenden Begegnung in Cleveland und den entsprechenden Reaktionen der dortigen Fans fürchtete, woraufhin er entgegnete, er könne sich nicht vorstellen, dass genug Zuschauer anwesend sein würden, um sich Sorgen machen zu müssen.
Er spielte damit auf den geringen Zuschauerdurchschnitt der Indians an, die seinerzeit auf eine sehr lange Durststrecke des Vereins mit vielen Niederlagen und negativen Saisonbilanzen zurückzuführen war. Die Stadt Cleveland litt zudem unter der Abwanderung diverser Industriebetriebe und daraus resultierender, hoher Arbeitslosigkeit. Die Verantwortlichen der Indians reagierten auf die Provokationen aus Texas mit angriffslustigen Ankündigungen, dem Gegner das anstehende Spiel zur Hölle zu machen, was auch von den lokalen Zeitungen und Rundfunksendern aufgegriffen wurde. Zusätzlich zu der Bier-Promotion bewirkte dies, dass am Abend des Spiels über 25.000 Zuschauer den Weg in das Cleveland Municipal Stadium gefunden hatten, etwa doppelt so viele wie in den Heimspielen zuvor.

## Das Spiel und die Krawalle
Schon vor Beginn des Spiels wurden große Mengen des billig zu erstehenden Bieres abgesetzt und konsumiert. Die geplante Ausschankbegrenzung pro Person wurde nicht mit Verzehrkarten oder Ähnlichem kontrolliert und vielfach nicht eingehalten, was zur Folge hatte, dass zahlreiche Zuschauer während des Spiels volltrunken waren. Nachdem der Spielverlauf den Erwartungen der Heimzuschauer nicht entsprach – die Indians lagen früh mit 1:5 zurück – kam es zu einer Vielzahl aggressiver Unmutsbekundungen und einer immer weiter ansteigenden Zahl von Eingriffen der Zuschauer auf das Spielgeschehen. Mehrere Randalierer und Flitzer mussten in der Folge von Ordnern gebändigt und eingefangen werden, eine Frau rannte auf den Rasen und entblößte ihre Brüste. Spieler beider Mannschaften wurden, sobald sie sich in der Nähe der Zuschauerränge befanden, mit Gegenständen beworfen und bespuckt. Zuschauer zündeten außerdem Feuerwerkskörper, von denen einige auf dem Spielfeld landeten.
Als die Indians gerade zum 5:5 ausgeglichen hatten und das Spiel im neunten Inning in die entscheidende Phase ging, lief ein Fan auf den Platz und versuchte, einem Rangersspieler seine Kappe vom Kopf zu reißen. Billy Martin, der die Szene nicht genau erkennen konnte und befürchtet hatte, der Fan könnte den Spieler geschlagen haben, stürmte mit Ersatzbankspielern im Gefolge auf den Platz, um seinen Spieler zu unterstützen. Dies hatte wiederum zur Folge, dass zahlreiche Zuschauer in den Innenraum des Stadions kletterten und den Platz ebenfalls stürmten. Manche von ihnen waren mit Messern, Eisenketten, Bierflaschen und herausgerissenen Sitzschalen bewaffnet. Ken Aspromonte, der GM der Indians, forderte seine Spieler auf, mit ihren Baseballschlägern auf den Platz zu gehen und die Rangersspieler zu schützen. Nicht nur er hatte befürchtet, die Gästespieler könnten gelyncht werden.
Es ereigneten sich in der Folge diverse Jagd- und Prügelszenen. Unter den späteren Verletzten waren diverse Zuschauer, Spieler beider Vereine – Clevelands Tom Hilgendorf erlitt eine Gehirnerschütterung, nachdem er von einem Stadionsitz am Kopf getroffen worden war – sowie der Oberschiedsrichter Nestor Chylak, der eine Platzwunde am Kopf und eine Schnittverletzung an der Hand davontrug. Chylak sagte später, die Randalierer hätten sich wie „unkontrollierbare Tiere“ verhalten, ähnliches hätte er bisher nur im Zoo erlebt. Das Spiel wurde abgebrochen und später für Texas gewertet. Erst mehrere Einheiten schwer gepanzerter Polizisten konnten die Krawalle beenden. Der Innenraum war vollständig verwüstet, Base-Steine und Zubehör aus der Ersatzbank- und Coachingzone gestohlen.

## Reaktionen
Nur rund ein Dutzend Randalierer wurden von der Polizei festgenommen und entsprechend verurteilt. Cleveland-GM Aspromonte zeigte sich erschüttert und sprach von einem beschämenden Tag für die ganze Stadt. An der Tatsache, dass die Polizei zunächst in kaum nennenswerten personellen Umfang im und am Stadion präsent war, entzündete sich in der Folge heftige Kritik, die dazu führte, dass die Einsatzkräfte für ähnliche Risikospiele drastisch erhöht wurden. Lee MacPhail, zuständiger Präsident der American League, sagte, es stehe außer Frage, dass der günstige Bierausschank die Krawalle maßgeblich begünstigt habe und verbot zunächst alle ähnlichen geplanten Aktionen. Einige Wochen später wurden sie unter strengen Auflagen wieder zugelassen. In Cleveland fand schon einen Monat später am 18. Juli eine weitere Beer Night statt, bei der jedoch nur 2 Becher pro Person für 10 Cent verkauft wurden, was dieses Mal auch kontrolliert wurde. Es kam zu keinerlei Zwischenfällen.
Tim Russert, seinerzeit Student in Cleveland, war unter den Zuschauern der 10 Cent Beer Night und beschrieb seine eigene Erfahrung später wie folgt: „Ich kam mit zwei Dollar in der Tasche. Sie können sich’s ausrechnen.“ (I went with $2 in my pocket. You do the math.)